# Liścionos
Liścionos (Phyllostomus) – rodzaj ssaków z podrodziny  liścionosów (Phyllostominae) w obrębie rodziny liścionosowatych (Phyllostomidae).

## Rozmieszczenie geograficzne
Rodzaj obejmuje gatunki występujące w Ameryce.

## Morfologia
Długość ciała (bez ogona) 65–124 mm, długość ogona 12–31 mm, długość ucha 16–34 mm, długość tylnej stopy 14–25 mm, długość przedramienia 55–94 mm; masa ciała 26–140 g.

## Systematyka
Rodzaj zdefiniował w 1799 roku francuski przyrodnik Bernard Germain de Lacépède w rozdziale zatytułowanym Tabela podziałów, podgrup, rzędów i rodzajów ssaków w publikacji własnego autorstwa o tytule Przemówienia otwierające i zamykające kurs historii naturalnej, wygłaszane w Narodowym Muzeum Przyrodniczym, w roku VII Republiki oraz tablice metodyczne ssaków i ptaków. Gatunkiem typowym jest (oznaczenie monotypowe) liścionos okazały (P. hastatus).

### Etymologia
- Phyllostomus (Phyllostoma, Phylostoma, Phyllosostoma, Phyllostomum): gr. φυλλον phullon ‘liść’; στομα stoma, στοματος stomatos ‘usta’[12].
- Alectops: w mitologii greckiej Alekto (gr. Ἀληκτω Alēktō) była jedną z Erynii, boginą i uosobieniem nieubłaganego gniewu, niestrudzona; ωψ ōps, ωπος ōpos ‘twarz, oblicze’[13]. Gatunek typowy (oznaczenie monotypowe): Alectops ater J.E. Gray, 1866 (= Phyllostoma elongatum É. Geoffroy Saint-Hillaire, 1810).

### Podział systematyczny
Do rodzaju należą następujące gatunki:
| Grafika | Gatunek                 | Autor i rok opisu                 | Nazwa zwyczajowa   | Podgatunki         | Rozmieszczenie geograficzne | Podstawowe wymiary                                       | Status IUCN |
| ------- | ----------------------- | --------------------------------- | ------------------ | ------------------ | --- | -------------------------------------------------------- | ----------- |
|         | Phyllostomus discolor   | J.A. Wagner, 1843                 | liścionos jasny    | 2 podgatunki       | południowy Meksyk (od stanów Veracruz i Oaxaca) na południe do Peru, Boliwii, północno-zachodniego Paragwaju i Brazylii także wyspy Margarita i Trynidad; zakres wysokości: do 610 m n.p.m.                                                            | DC: 6,6–9,7 cm DO: 1,2–1,7 cm DP: 6–6,8 cm MC: 26–51 g   | LC          |
|         | Phyllostomus elongatus  | (É. Geoffroy Saint-Hilaire, 1810) | liścionos mały     | gatunek monotypowy | niziny na wschód od Andów w Kolumbii, Wenezueli, regionu Gujana, Peru, Boliwii i Brazylii, izolowane populacje w zachodniej Kolumbii i północno-zachodnim Ekwadorze; zakres wysokości: 60–1100 m n.p.m.                                                | DC: 6,5–10 cm DO: 1,5–2,4 cm DP: 5,8–7,1 cm MC: 30–57 g  | LC          |
|         | Phyllostomus hastatus   | (Pallas, 1767)                    | liścionos okazały  | 3 podgatunki       | południowe Belize i wschodnia Gwatemala na południe przez oba wybrzeża do wschodniego Peru, północnej i wschodniej Boliwii, północnego Paragwaju i południowo-wschodniej Brazylii, także wyspy Margarita i Trynidad; zakres wysokości: 0–1800 m n.p.m. | DC: 9–12,4 cm DO: 1,2–3,1 cm DP: 7,7–9,4 cm MC: 55–140 g | LC          |
|         | Phyllostomus latifolius | (O. Thomas, 1901)                 | liścionos gujański | gatunek monotypowy | południowo-wschodni Kolumbia, region Gujana oraz północna Brazylia (na wschód do stanu Pará, na południe do stanu Mato Grosso); zakres wysokości: 0–500 m n.p.m.                                                                                       | DC: 7,8–8,2 cm DO: 1,3–1,7 cm DP: 5,5–6 cm MC: 27–31 g   | LC          |

Kategorie IUCN:  LC  – gatunek najmniejszej troski.